# Pátkai Imre
Pátkai Imre (1916. – 2003. május 30.) ornitológus, a Magyar Madártani Intézet igazgatója.

## Élete
1937-ben egyetemista preparátorként elkísérte Vasvári Miklóst kis-ázsiai útjára.
1940-ben „önkéntesként” került a Magyar Madártani Intézethez, majd hamarosan kinevezték. Ebben vélhetően Vasvári Miklósnak volt nagy szerepe. Jó megfigyelő, rendszerező, leíró ornitológus volt. Gondozta, gyarapította a gyűjteményt és szervezte a madárgyűrűzési munkákat. A második világháború nehéz és végzetes korszak volt az intézet számára.
Schenk Jakab igazgató 1944-ben meghalt, Keve Andrást behívták, Vasvárit elhurcolták és a holokauszt áldozata lett, a Herman Ottó úti épület pedig a gyűjteménnyel és a könyvtárral együtt leégett. Az újjászervezés oroszlánrészét Vertse Albert és ő végezte. Udvardy Miklós átkerült a tihanyi Biológiai Kutatóintézetbe, majd külföldre távozott, Keve András a Magyar Természettudományi Múzeumhoz került. Az intézet Vajdahunyad várában, két szobában kapott ideiglenes elhelyezést, majd a Növényvédelmi Kutatóintézet osztályaként a Garas utcában helyezték el. 1968-ban az intézet átkerült a Természetvédelmi Hivatalhoz. Vertse Albert 1970-ben nyugdíjba vonult és Tildy Zoltán, a Hivatal elnöke őt nevezte ki igazgatónak. 
A Mátra Múzeum 1982-ben vásárolta meg 1940 előttről származó magángyűjteményét, mely 224 fajhoz és alfajhoz tartozó 859 bőrpreparátumból áll. A gyűjteményről Solti Béla készített leírást.

## Elismerései
- 1976 Pro Natura emlékérem

## Művei
- 1940 Madárfaunisztikai megfigyelések a pótharaszti pusztában (Pestmegye). Mathematikai és Természettudományi Értesítő 59 (tsz. Szent-Ivány József)
- 1947 Ragadozó madaraink
- 1955 Magyarország és a Kárpát-medence nagysirályai. Aquila 59-62 (tsz. Keve András)
- 1961 Búbos cinege a Bükkben. Aquila 67-68
- 1961 Fattyúszerkő megfigyelések. Aquila 67-68
- 1961 Kormosfejű cinege Sopron környékén. Aquila 67-68
- 1961 Havasi szürkebegy a Városligetben; Nyári csíz adatok; A bajszos sármány nyári előfordulása Budaörsön. Aquila 67-68
- 1961  Adatok a fenyves cinege fészkeléséhez (Page 228)
- 1974 80 év. Aquila 80-81